# Міоїдні
Міоїдні (Myoida) — ряд морських молюсків, класу двостулкові, підкласу Heterodonta. Містить молюсків із м'якою черепашкою, таких як Mya arenaria, гуідак (Panopea generosa) і молюски-деревоточці (родина Teredinidae).

## Опис
Ці молюски вбуравлюються у ґрунт або інший субстрат; мають добре розвинений сифон. Черепашки відносно м'які, із відсутнім шаром перламутру. Деякі види мають кардинальний зуб.

## Надродини та родини
Містить такі надродини та родини:
- Надродина Anomalodesmacea
- Надродина Gastrochaenoidea
  - Gastrochaenidae
- Надродина Hiatelloidea
  - Hiatellidae
- Надродина Myoidea
  - Myidae
  - Corbulidae
- Надродина Pholadoidea
  - Pholadidae
  - Teredinidae